# Doña Flor y sus dos maridos (película)
Doña Flor y sus dos maridos (Dona Flor e seus dois maridos, en portugués) es una película brasileña de 1976, del género comedia, dirigida por Bruno Barreto. El guion es una adaptación de la novela de Jorge Amado, realizado por Barreto, Eduardo Coutinho y Leopoldo Serran, y fue protagonizada por Sônia Braga, José Wilker y Mauro Mendonça.
Fue la película más vista del cine brasileño, con más de 10 millones de espectadores en los cines, hasta que fue sobrepasada en 2010 por Tropa de Élite 2. En noviembre de 2015, fue incluida en la  lista de la Asociación Brasileña de Críticos de Cine (Abraccine)  como una de las 100 mejores películas brasileñas de todos los tiempos.

## Argumento
En Salvador de Bahía, durante la década de los años 40, Floripides Guimarâes, más conocida como Doña Flor, está casada con el mujeriego y jugador empedernido Valdomiro Santos, a quien le soporta los maltratos gracias a su fantástica vida sexual. Cuando Vadinho muere durante el carnaval, Doña Flor queda viuda y decide casarse con el respetable farmacéutico Teodoro Madureira, un hombre responsable y metódico pero que no la satisface sexualmente. Poco después, Vadinho regresa como fantasma para complacer a su esposa.

## Localizaciones
La película está rodada casi en su totalidad en el centro histórico de Salvador de Bahía, especialmente en los barrios Nazaré y en el famoso Pelourinho. La iglesia que aparece al final es la Iglesia de Nuestra Señora do Rosario dos Pretos, ubicada en la Calle Luis Viana Filho, que conduce desde el citado Pelourinho, a las afueras de Carmo, puerta de entrada al distrito de San Antonio.

## Música
La banda sonora contó con canciones de Chico Buarque y Francis Hime, interpretadas por Simone.

## Elenco
- Sônia Braga ... Doña Flor (Florípides) Guimarães
- José Wilker ... Valdomiro 'Vadinho' Santos Guimarães
- Mauro Mendonça ... Dr. Teodoro Madureira
- Dinorah Brillanti ... Rozilda
- Nelson Xavier ... Mirandão, amigo de Vadinho
- Arthur Costa Filho ... Carlinhos, el guitarrista
- Rui Resende ... Cazuza, el borracho
- Mário Gusmão ... Arigof
- Nelson Dantas ... Clodoaldo, el poeta
- Haydil Linhares ... Norminha, amiga de Flor
- Nilda Spencer ... Dinorah, amiga de Flor
- Sílvia Cadaval ... Jacy
- Ivanilda Ribeiro ... Sofia, la criada
- Sue Ribeiro ... Magnólia
- Francisco Santos (1) ... Venâncio, el padre
- Francisco Dantas ... Dr. Argemiro
- João Gama ... Moreira, marido de Doña Norma
- Álvaro Freire ... Silvério
- Hélio Ary ... Venceslau Diniz
- Wilson Mello ... Vivaldo
- Lourdes Coimbra ... Dionísia, la prostituta
- Miguelão ... Paranaguá Ventura
- Manfredo Colassanti ... Pelanchi
- Antonio Ganzarolli ... Dedinho
- Jurandyr Ferreira ... Emílio Veiga
- Mara Rúbia ... Claudete
- Lícia Magna ... Filó
- Joaquim Menezes ... Comendador
- Orlanita Ribeiro ... Mulher
- Antônio Victor ... Antiógenes
- José Ribeiro ... Gerônimo
- Cláudio Mamberti ... Hombre
- Dita Corte Real ... Inácia
- Marta Anderson ... Mirabel
- Eliane Rogério ... Tavinha
- Betty Lago ... Zizi
- Marta Moyano ... Amália
- Gigi (1) ... Chica
- Zé Anão ... Hombre
- Heleno Lopes ... Hombre
- Betty Faria ... Leniza Mayer, una famosa cantante
- Fernanda de Jesus
- Mercedes Ruehl ... Chica americana del casino

## Principales premios y nominaciones
| Año  | Premio              | Nominación                                   | Resultado  |
| ---- | ------------------- | -------------------------------------------- | ---------- |
| 1979 | Globos de Oro       | Mejor Película Extranjera                    | Nominación |
| 1981 | BAFTA               | Mejor actor revelación (Sônia Braga)         | Nominación |
| 1977 | Festival de Gramado | Mejor Dirección                              | Ganador    |
| 1977 | Festival de Gramado | Mejor Banda Sonora                           | Ganador    |
| 1977 | Festival de Gramado | Premio Especial del Jurado (Anisio Medeiros) | Ganador    |
| 1977 | Festival de Gramado | Mejor película                               | Nominación |